# 三重県道745号片野飯高線
三重県道745号片野飯高線（みえけんどう745ごう かたのいいたかせん）は、三重県多気郡多気町から同県松阪市に至る一般県道である。

## 概要

### 路線データ
- 起点：三重県多気郡多気町片野字垣内1236の2番地先[1][2]（三重県道704号朝柄小片野線交点）
- 終点：三重県松阪市飯高町宮前字里前1128番3地先[1][2]（国道166号交点）

## 沿革
- 1967年（昭和42年）3月31日  - 認定[3]
  - 起点：三重県多気郡勢和村大字片野
  - 終点：三重県飯南郡飯高町

- 2007年（平成19年）4月1日 - 県道の路線認定の一部改正[4]（自治体合併に伴う変更）
  - 起点：三重県多気郡多気町片野
  - 終点：三重県松阪市

## 通過する自治体
- 三重県
  - 多気郡多気町
  - 松阪市

## 接続する道路
- 三重県道704号朝柄小片野線（起点：多気町片野）

この間未開通区間あり（多気町波多瀬 - 松阪市飯南町粥見）（多気町道・松阪市道を介して迂回可能）
- 国道368号（松阪市飯南町粥見）
- 三重県道710号飯南三瀬谷停車場線（松阪市飯南町向粥見で重複）
- 国道166号（和歌山街道）（終点：松阪市飯高町宮前）

## 周辺
- 三重県立飯南高等学校
- 松阪市立飯高中学校
- 松阪市立飯高東中学校
- 松阪市立宮前小学校
- 道の駅茶倉駅
- 櫛田川

## 別名
- 伊賀街道（松阪市）